# Groeve het Paradijsbergske III

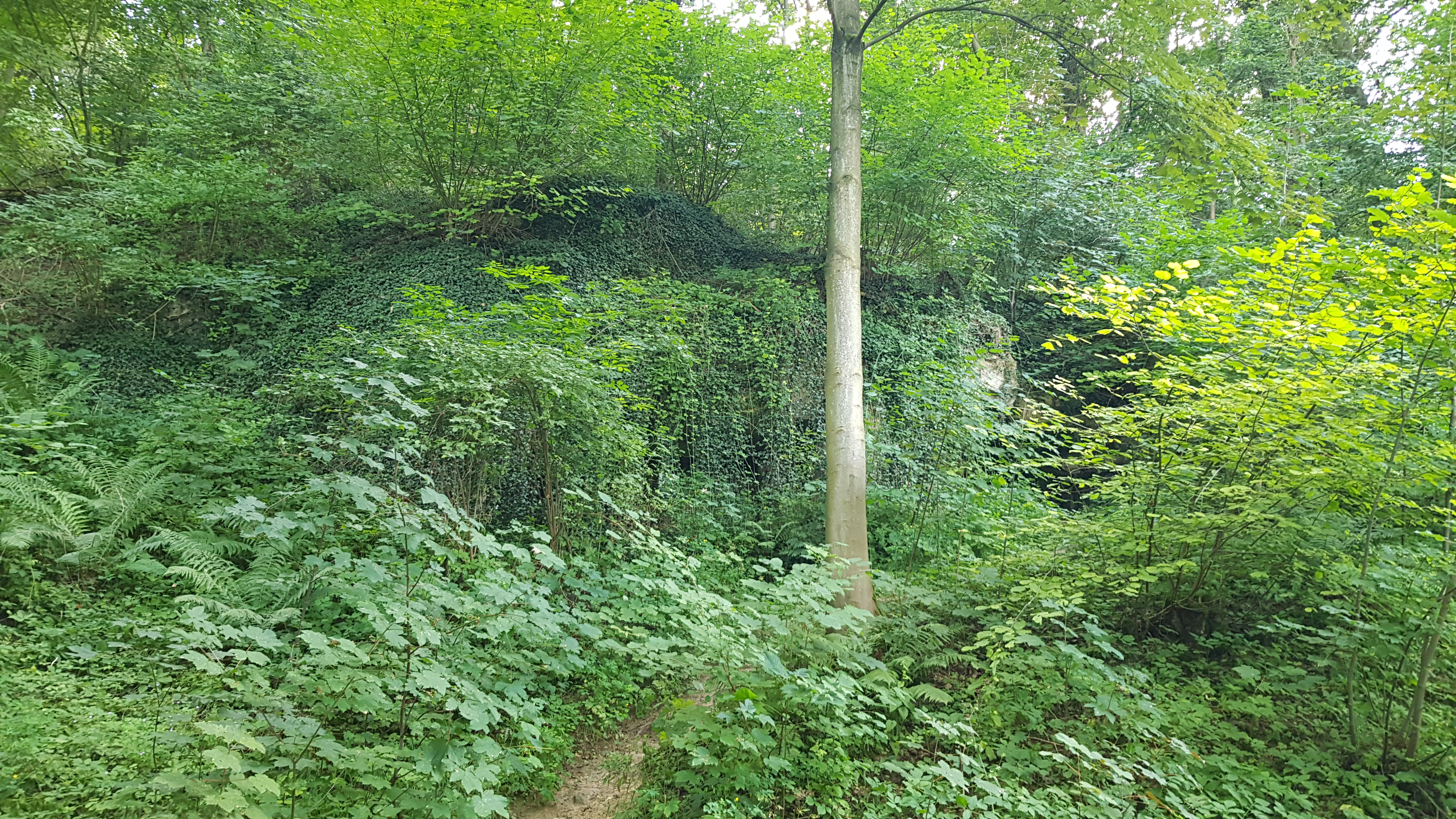
de overwoekerde ingang van Groeve het Paradijsbergske III

De Groeve het Paradijsbergske III is een Limburgse mergelgroeve in de Nederlandse gemeente Valkenburg aan de Geul in Zuid-Limburg. De ondergrondse groeve ligt ten oosten van Geulhem in het hellingbos Bergse Heide op de noordelijke rand van het Plateau van Margraten in de overgang naar het Geuldal. Ter plaatse duikt het plateau een aantal meter steil naar beneden.
Op ongeveer 45 en 60 meter naar het oosten liggen de Groeve het Paradijsbergske IIa en Groeve het Paradijsbergske II en op ongeveer 60 meter naar het westen ligt de Heidegroeve.

## Geschiedenis
In de late middeleeuwen tot in de 19e eeuw werd de groeve door blokbrekers ontgonnen.

## Groeve
De Groeve het Paradijsbergske III bestaat uit een U-vormige gang. De groeve heeft een oppervlakte van 136,35 vierkante meter.
De ingang van de groeve is afgesloten, zodanig dat vleermuizen de groeve kunnen gebruiken als verblijfplaats.
De beheerder van de groeve is Het Limburgs Landschap. In 2017 werd de groeve op veiligheid onderzocht en werd deze goedgekeurd.